# Кале (Миокази)
Вижте пояснителната страница за други значения на Кале.
Кале (на македонска литературна норма: Кале) е крепост, съществувала през античността и средновековието, разположена над кичевското село Миокази, Северна Македония.

## Местоположение
Крепостта е разположена на 1 km източно от Миокази и западно от Ижище, на висок вулканичен куп, издигащ се на 440 m на река Треска (1022 m). Ридът има стръмни падини и заравнен връх и е достъпен единствено през дълбоко седло от север. В подножието минава пътят Кичево - Брод - Прилеп.
На юг, от другата страна на Рабетинската река, на рида Венец е разположена крепостта Градище.

## История

### Античност
На върха са открити остатъци от елинистическата епоха. В късната античносте изградена силна крепостна стена с размери 230 х 195 m и обхващаща 2,5 ha. В крепостта са откритио основи на много къщи, както и късноантична керамика, стъкло, малки бронзови украшения, монети от късния IV и V век, фибула от късния VI век. Голамата крепост пази пътя от провинцията Македония към Нов Епир и Превалитана.
Вероятно по-високата крепост Кале е помощна стража, служеща и за убежище на населението, а Градище на отсрещната страна е крепостта за конницата, контролираща пътя към Лихнида, Скупи и Керамие.

### Средновековие
От периода са открити много парчета от славянски црепни, железни върхове на стрели за пробиване на брони и бронзов пръстен (X - XIII век). В местността Стара църква в югоизточното подножие на Калето са разкрити основите на църква, както и гробове с находки типични за X - XII век.
Функциите на крепостта Калето остават същите. Според местното предание това е градът Иж.